# Pírcing Daith
Un pírcing Daith és una perforació de l'orella que passa pel plec de cartílag més interior de l'orella, i per tant, una variant especial de pírcing a l'orella.

## Història i cultura
El Daith és un pírcing que es va estendre a la dècada del 1990 amb la popularització creixent de la joieria per a pírcings.
El terme «Daith» deriva de la paraula hebrea da'at (דעת ; coneixement), un terme de la Càbala (una de les tradicions místiques del judaisme), i fa referència a un element del Sefirot (les deu emanacions divines).
Una clienta del perforador estatunidenc Erik Dakota de Califòrnia, que va estudiar hebreu a l'escola, el va desenvolupar juntament amb Dakota i li han donat aquest nom. La designació es basa en el fet que es necessita habilitat i destresa especial per dur-la a terme. Per motivar el client a obtenir aquest forat, es donava raons espirituals en referència a l'hinduisme.
Juntament amb els pírcings Apadydoe, Rook i Industrial, el pírcing Daith va ser introduït per primera vegada el 1992 a la revista Body Play per Fakir Musafar.

## Implementació
Com passa amb altres perforacions, primer es desinfecta la zona de la pell que s'ha de perforar. A continuació, si cal, es marquen els punts d'entrada i sortida, i es perfora amb una agulla especial. Sovint s'utilitza una agulla corba per no fer mal a les zones del cartílag circumdants. Opcionalment, els perforadors també utilitzen un anomenat Receiving Tube (tub receptor), generalment fabricat amb tub de protecció d'acer inoxidable; aquest tub es manté contra la part inferior del lloc per on es perforarà de manera que primer es pugui treure l'agulla a través del cartílag i després fer-la lliscar dins del tub sense ferir el teixit circumdant. Com passa amb altres perforacions en zones amb cartílag (nas i orella), sovint es recomana punxar per facilitar la fase de curació. El teixit no es perfora, sinó que es punxa.
Segons Fakir Musafar, un pírcing Daith real s'ha de situar de manera que visualment doni la impressió que sortiria directament del conducte auditiu. amb la part inferior de les joies d'anell de bola captiva inserides. Un anell de bola captiva petita (Micro-BCR) o una barra petita (Micro-Barbell) són adequats per aquest pírcing.
A causa de la ubicació particularment petita i estreta, fer aquesta perforació requereix un instint especial. Aquest pírcing és una de les perforacions de cartílag més dolorosos, amb una fase de curació possiblement més llarga a causa del teixit cartilaginós relativament ferm en aquest lloc. El període de curació és d'entre tres i sis mesos.

## Variacions
A diferència d'altres tipus de pírcings, la migració d'un pírcing Daith és poc comuna o difícilment possible perquè és una zona anatòmica massa petita.
Altres perforacions de l'orella són els pírcing antitragus, conch, hèlix, industrial, rook, snug i tragus.

## Tractament per al mal de cap
A causa de la similitud amb l'acupuntura de l'oïda, de vegades es diu en fòrums i blogs que el pírcing Daith ajuda contra els mals de cap. No hi ha estudis ni proves que ho demostrin. Els efectes positius s'atribueixen a l'efecte placebo. La Societat Alemanya de Migranya i Cefalea (DMKG) avisa que els pírcings no són un tractament adequat per a la migranya.